# Обухівський (заказник)
Обухівський заказник — ландшафтний заказник місцевого значення, який розташовується в Обухівському районі Київської області. Площа природоохоронної території — 625,5 гектарів. Об'єкт розташований в межах Козинського лісництва ДП «Київське лісове господарство». Підпорядковується цій самій організації.Територія заказника частково розташована у 7, 8, 11, 12, 16, 17, 21, 22, 27, 32, 37, 42, 46, 53, 59, 60, 65, 66, 71 кварталах лісництва. Обухівський заказник був створений відповідно до рішення 20 сесії двадцять третього скликання Київської обласної ради від 19 лютого 2004 року № 161—12—XXIV.

## Опис

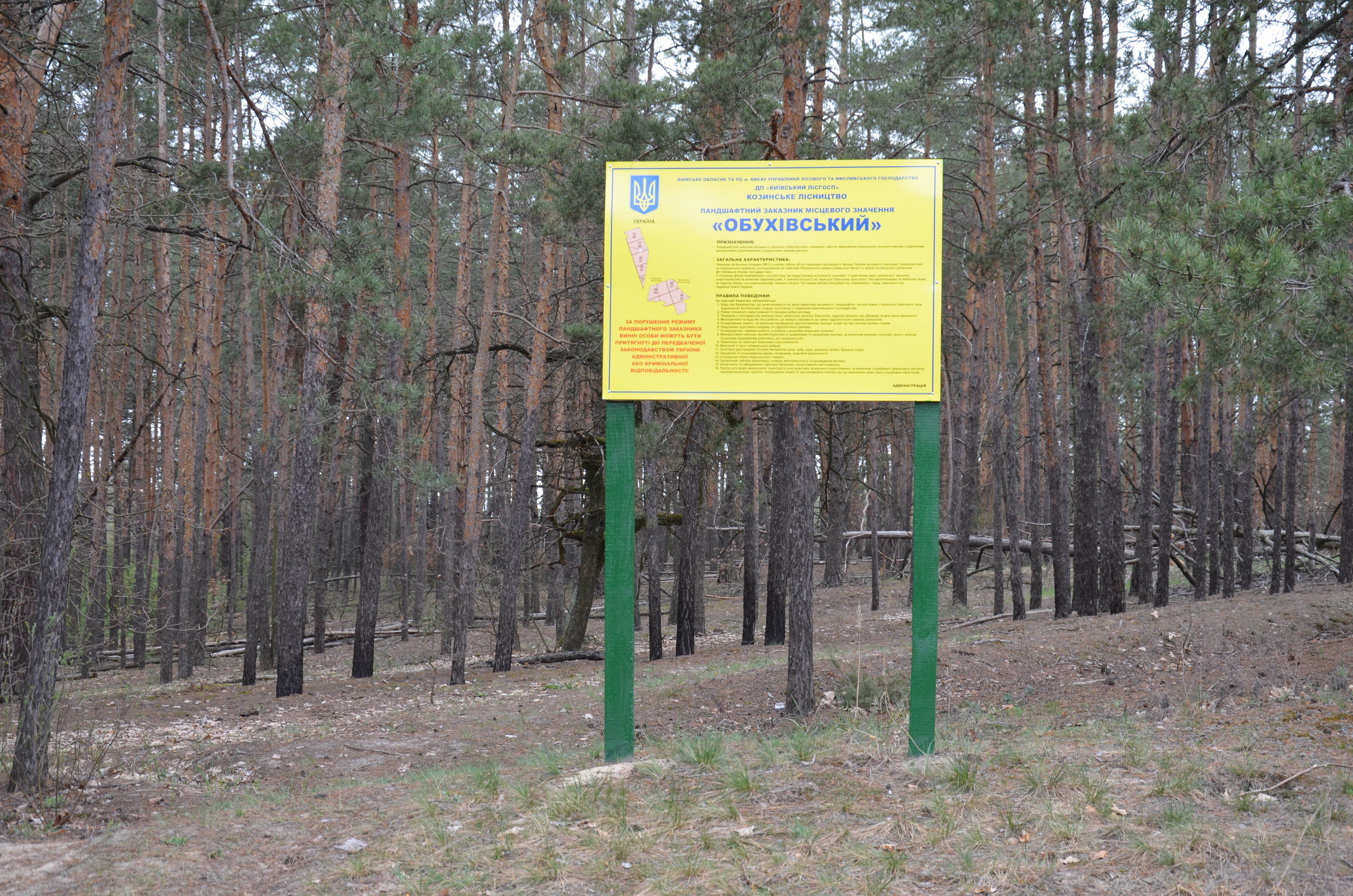
Заказник ландшафтний Обухівський (1)

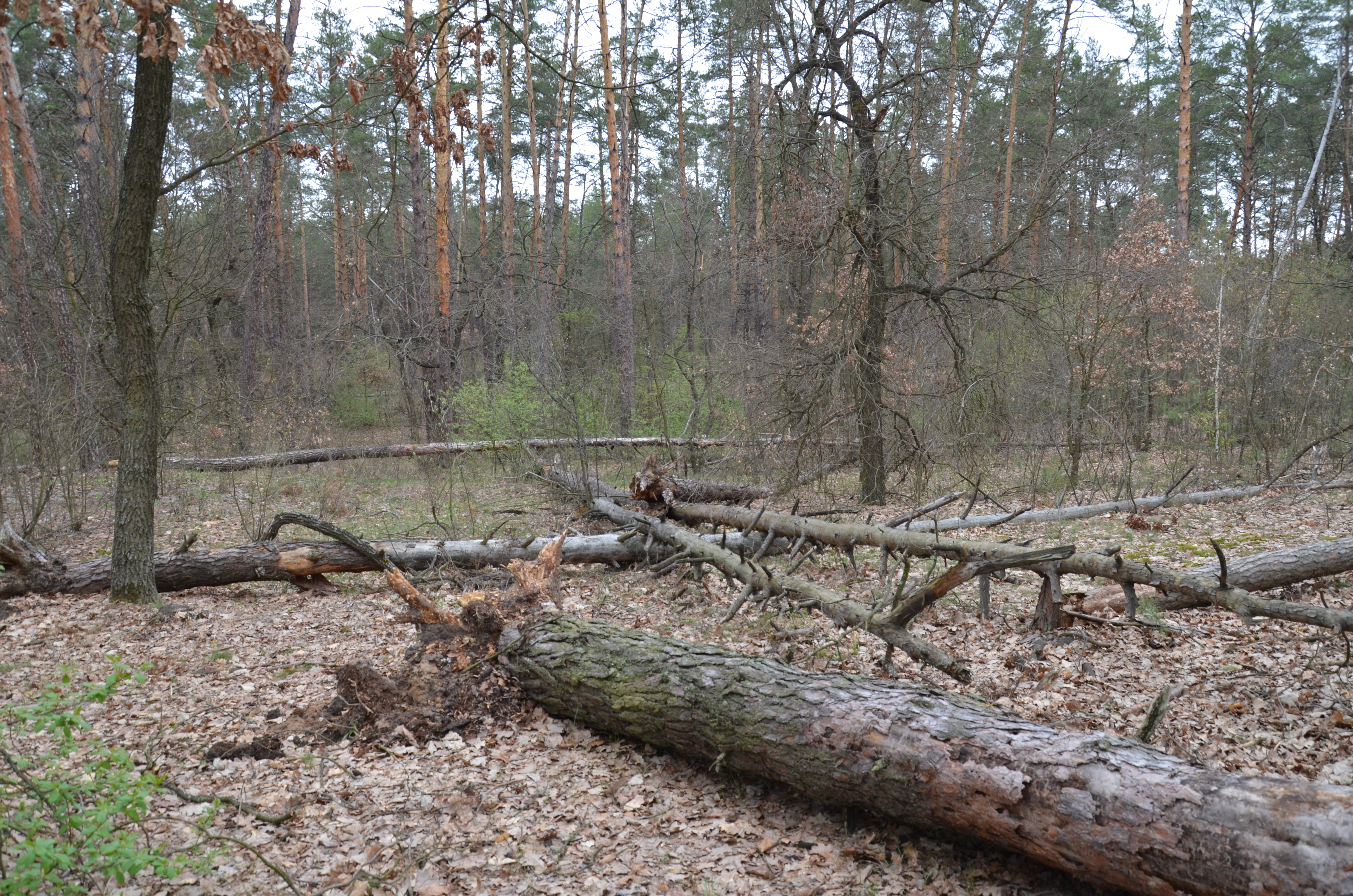
Заказник ландшафтний Обухівський (1), велика кількість повалених дерев

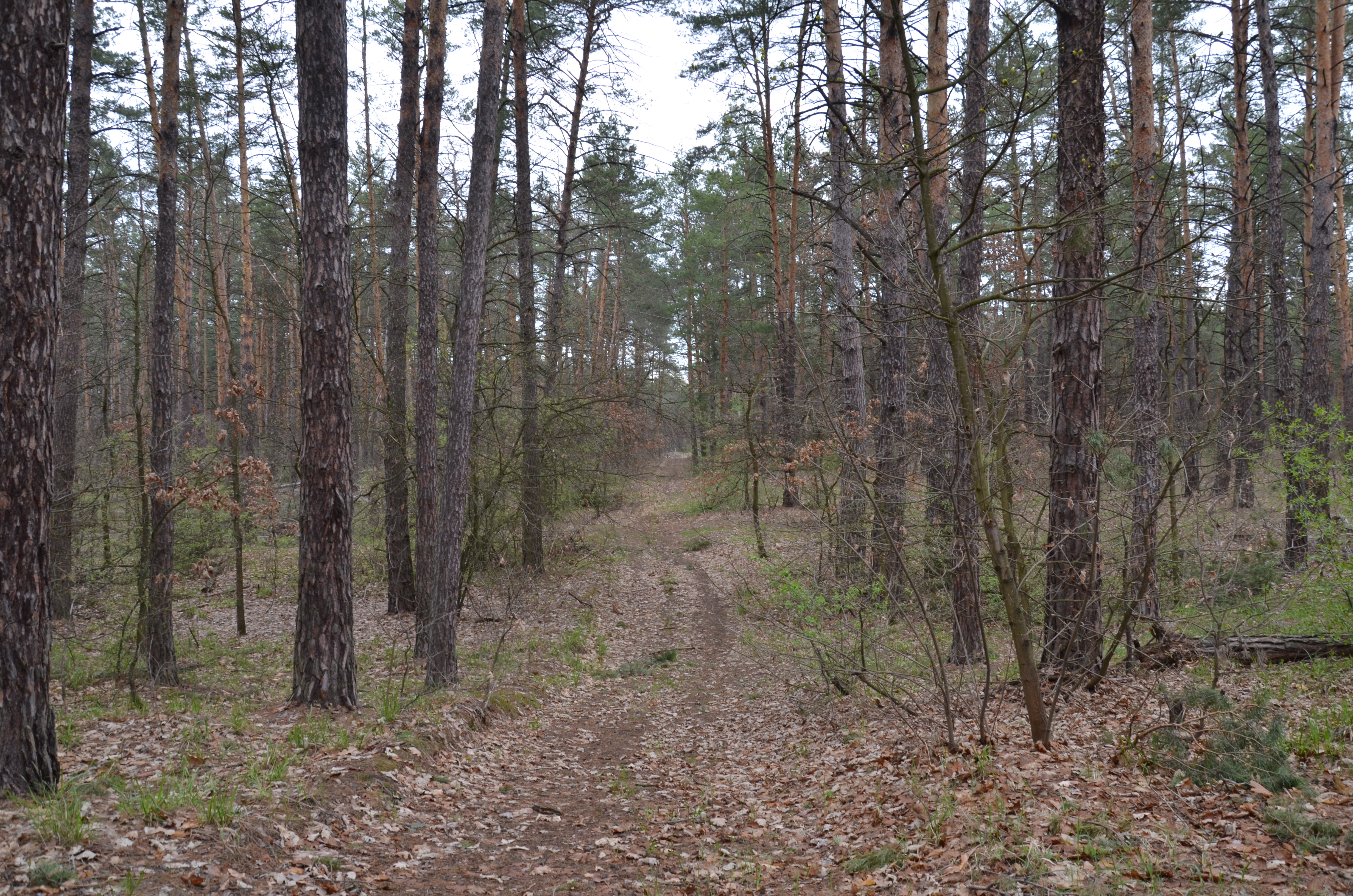
Заказник ландшафтний Обухівський (1)

Природоохоронна територія є лісовим масивом, на якому розташовані рідкісні рослини та представлені рідкісні види флори. Серед насаджень переважають соснові ліси, вік яких складає 50-60 років. В трав’яному покриві представлені копитняк європейський та зірочник шорстколистий. Зростає перстач білий, сон широколистий. Сон чорніючий – вид, який був занесений до Червоної книги України, представлений популяціями на території ландшафтного заказника «Обухівського».  Поширені вовчі ягоди пахучі. Сон широколистий та лілія лісова, які занесені до Червоної книги України, зростають на ділянках природоохоронної території.
Згідно досліджень, проведених протягом 2014 року,  на території заказника переважають молоді лісові насадження. Вони розташовані на місці, де раніше зростали інші дерева. Серед видів представлена переважно сосна. Зростає черемха пізня та дуб червоний.  Представлені верескові угрупування. Поширені малина звичайна, малина жовта, костяниця, цмин пісковий, чебрець, звіробій, деревій, нечуйвітер, конюшина, малина звичайна, костяниця та різнотрав’я.  
На території ландшафтного заказника також зростає черемха звичайна, черемха американська, бузина червона, бруслина європейська, жестір проносний. Зустрічаються на деяких ділянках природоохоронного об’єкту берези, соснові насадження, дуб червоний та дуб звичайний.